# یاکوولف یاک-۲۰۱
یاکوولف یاک-۲۰۱ (به روسی: Яковлев Як-201) یک هواپیمای جنگنده شناساگریز و عمود پرواز برای نیروی دریایی روسیه و در ادامه پروژه ساخت جنگنده‌های یاک-۱۴۱ و یاک-۴۳ بود. طراحی جنگنده در اواسط دهه ۱۹۹۰ توسط یاکوولف انجام شد. این پروژه به دلیل کمبود بودجه وزارت دفاع روسیه لغو شد و نمونه اولیه آن ساخته نشد.

## توسعه
این طراحی بر اساس ابتکار عمل افسران دفتر یاکوولف در اواسط دهه ۱۹۹۰ آغاز شد تا به ناوهای هواپیمابر نیروی دریایی روسیه امکان استفاده از هواپیماهای عمودپرواز پیشرفته را بدهد.
پس از توسعه یاک-۱۴۱ و یاک-۴۳، مهندسان دفتر طراحی یاکوولف به سمت طراحی یاک-۲۰۱ رفتند.
در سال‌های ۱۹۹۶ و ۱۹۹۷، این جنگنده به روسیه پیشنهاد شد، اما این پروژه عمدتاً به دلایل مالی و همچنین به دلیل عدم اطمینان وزارت دفاع روسیه تحت برنامه ال‌اف‌آی لغو شد. هیچ مدل از این جنگنده با اندازه کامل و نمونه اولیه ساخته نشد.
در ۲۳ نوامبر ۲۰۱۷، گزارش شد که یاکوولف طراح ساخت هواپیمای عمودپرواز برای استفاده در ناو هواپیمابر آینده روسیه، مانند پروژه ۲۳۰۰ای یا پروژه ۱۱۴۳۰ای لامانتین خواهد بود. یاکوولف ممکن است برای دو کشتی تهاجمی ۴۴۰۰۰ تنی پروژه ۲۳۹۰۰ ایوان روگوف که در حال ساخت است، یک جنگنده عمودپرواز بسازد.

## ویژگی‌ها
ویژگی‌های عمومی
- خدمه: ۱
- طول: ۱۹ متر (۶۲ فوت ۴ اینچ)
- پهنای بال: ۱۱٫۷ متر (۳۸ فوت ۵ اینچ)
- ارتفاع: ۴٫۲ متر (۱۳ فوت ۹ اینچ)
- پیشرانه: ۱ عدد  ساترن ای‌ال-۳۱

عملکرد
- حداکثر سرعت: ۱٫۴۵ (۱۸۰۰ کیلومتر بر ساعت) ماخ
- سرعت کروز: ۱٬۲۵۰ کیلومتر بر ساعت (۷۸۰ مایل بر ساعت، ۶۷۰ گره)
- حداکثر ارتفاع: ۱۸٬۰۰۰ متر (۵۹٬۰۰۰ فوت)

تسلیحات

- توپ‌ها: ۱ × جی‌اس‌اچ توپ خودکار
- موشک‌ها:
  - ویمپل آر-۷۳
  - ویمپل آر-۷۷
  - آر-۶۰